# 谷ちえ子
谷 ちえ子（たに ちえこ、1959年6月11日 - ）は、1970年代後半に活躍した日本の元アイドル歌手。本名・笹谷 智恵子（ささや ちえこ）。北海道函館市青柳町出身。

## 来歴・人物
- 日本テレビのオーディション番組「スター誕生!」出身。

- 1977年6月1日「花の女子高数え歌」で歌手デビュー。シングル4枚と、アルバム1枚をリリース。

- 特技は日本舞踊と民謡。趣味は音楽鑑賞、ギター、推理小説を読むこと。好きな歌手は森進一、石川さゆり、タニヤ・タッカー[2]。

- その後、芸能活動は休養していたが、2012年6月に復帰コンサートを境に芸能活動を再開。現在はホリデージャパンに所属し、東京を中心にライブ活動を行っている。

- 私生活では2006年10月30日、長野の軽井沢で俳優の小倉一郎と2回目の挙式。同年、11月2日に東京の池袋のホテルメトロポリタンで、結婚会見と披露宴を行ったが、2015年7月、小倉一郎と3年間の別居生活後に離婚した。

## ディスコグラフィ

### シングル
| #                | 発売日          | A/B面          | タイトル                        | 作詞                | 作曲           | 編曲           | 規格品番       |
| 日本コロムビア   | 日本コロムビア  | 日本コロムビア | 日本コロムビア                  | 日本コロムビア      | 日本コロムビア | 日本コロムビア | 日本コロムビア |
| ---------------- | --------------- | -------------- | ------------------------------- | ------------------- | -------------- | -------------- | -------------- |
| 1                | 1977年 6月1日   | A面            | 花の女子高数え歌                | 石原信一            | 中村泰士       | 馬飼野俊一     | PK-60          |
| 1                | 1977年 6月1日   | B面            | 心はあじさい                    | 石原信一            | 中村泰士       | 馬飼野俊一     | PK-60          |
| 2                | 1977年 10月     | A面            | 私はシンデレラ                  | 石原信一            | 中村泰士       | 馬飼野俊一     | PK-77          |
| 2                | 1977年 10月     | B面            | 就職戦線異常なし                | 中村泰士            | 中村泰士       | 高田弘         | PK-77          |
| 3                | 1978年 2月      | A面            | あなたを愛したい                | 千家和也            | 中村泰士       | あかのたちお   | PK-97          |
| 3                | 1978年 2月      | B面            | 愛情教育                        | 千家和也            | 中村泰士       | あかのたちお   | PK-97          |
| 4                | 1978年 6月      | A面            | 逃げて大阪                      | 千家和也            | 森田公一       | 若草恵         | AK-127         |
| 4                | 1978年 6月      | B面            | 恋人失格                        | 千家和也            | 森田公一       | 若草恵         | AK-127         |
| 日本エンカフォン |                 |                |                                 |                     |                |                |                |
| 5                | 2012年 6月6日   | 01             | 横浜シルエット                  | 小椋まさと          | 中野訓         | 川端マモル     | YZNE-15024     |
| 5                | 2012年 6月6日   | 02             | 明日もハレルヤ                  | 夢童                | 工藤瞬二       | 谷ちえ子       | YZNE-15024     |
| ホリデージャパン |                 |                |                                 |                     |                |                |                |
| 6                | 2014年 5月21日  | 01             | 博多シティーライト              | サスケ もりこうすけ | サスケ         | Deep寿         | TJCH-15442     |
| 6                | 2014年 5月21日  | 02             | 函館ララバイ                    | サスケ              | サスケ         | Deep寿         | TJCH-15442     |
| 7                | 2017年 12月20日 | 01             | あなたへ 〜Be with me forever〜 | 夢童 酒井智子       | CHAMY.伊師     | CHAMY.伊師     | TJCH-15576     |
| 7                | 2017年 12月20日 | 02             | アリスのようにPARTII            | 夢童                | 谷ちえ子       | CHAMY.伊師     | TJCH-15576     |
| 8                | 2020年 1月22日  | 01             | 夢でKiss me                     | 夢童                | 谷ちえ子       | 牧野三朗       | TJCH-15644     |
| 8                | 2020年 1月22日  | 02             | 永遠鉄道                        | 岩渕まこと          | 岩渕まこと     | 牧野三朗       | TJCH-15644     |

## 出演
- ミュージック・シャワー（千葉テレビ他、MC）